# NGC 463
NGC 463 est une galaxie lenticulaire située dans la constellation des Poissons. NGC 463 a été découverte par l'astronome français Édouard Stephan en 1871.

## Caractéristiques
Sa vitesse par rapport au fond diffus cosmologique est de 5 984 ± 22 km/s, ce qui correspond à une distance de Hubble de 88,3 ± 6,2 Mpc (∼288 millions d'al).
NGC 463 présente une large raie HI.